# Julian Coolidge
Julian Coolidge   (Brookline, 28 de setembre de 1873 - Cambridge, 5 de març de 1954) va ser un matemàtic nord-americà.

## Vida i obra
El seu pare, advocat dels tribunals de Massachusetts, va proporcionar una bona educació tots els seus fills. Julian Coolidge, va ingressar a la universitat Harvard el 1892 i s'hi va graduar el 1895. El curs següent va estudiar al Balliol College de la universitat d'Oxford, en la qua va obtenir un dels primers títols en ciències que va atorgar aquesta institució.
Al retornar va donar classes a l'escola de Groton (Massachusetts), en la qual va tenir com alumne Franklin D. Roosevelt, amb qui va mantenir una llarga amistat. Durant a quests anys va publicar els seus primers articles i va ser nomenat instructor de matemàtiques de Harvard. El 1902 va ser nomenat professor de la universitat i se li van concedir dos anys sabàtics que va aprofitar per estudiar a les universitats de París, Greifswald, Torí i Bonn. A Greifswald va estudiar sobre tot amb Eduard Study, qui li va dirigir la tesi doctoral presentada el 1904 a Bonn; a Torí va estudiar amb Corrado Segre.
Al retornar va reprendre les seves classes a Harvard i, el 1927, va ser nomenat cap del departament de matemàtiques. El 1929, a més, va ser nomenat primer director de la recent creada residència universitària Lowell House en la qual va infondre els seus "valors bostonians". Es va retirar dels dos càrrecs el 1940.
Durant la Primera Guerra Mundial va ser destinat a França com oficial d'enllaç, motiu pel qual el govern francès li va concedir la Legió d'Honor. També va ser molt actiu tant a la Societat Americana de Matemàtiques com a la Mathematical Association of America, de les que va ser vicepresident i president, respectivament.
Els seus treballs de recerca van ser sobre tot en geometria algebraica i sobre la interpretació geomètrica dels nombres complexos.. Va publicar una vuitena de llibres de text, amb molt ampla difusió, sobre geometria, geometria no euclidiana, probabilitat, història de les matemàtiques, etc. Les seves relacions amb els seus editors d'Oxford, Clarendon Press, van ser sempre extremadament fluïdes.